# Monique de Boer-Beerta
M.D. (Monique) de Boer-Beerta (Groningen, 16 september 1961) is een Nederlands jurist, bestuurder en VVD-politicus. Sinds 1 juli 2013 is zij burgemeester van Roerdalen. 

## Biografie
De Boer is geboren in de provincie Groningen en opgegroeid in het midden van Nederland. Ze ging van 1973 tot 1979 naar het vwo aan het Goois Lyceum. Van 1979 tot 1984 studeerde zij Nederlands recht aan de Rijksuniversiteit Utrecht.
Van 1986 tot 1991 was De Boer advocaat en procureur bij Van Slagmaat Advocaten in Utrecht en gespecialiseerd in het familierecht en executie- en beslagrecht. Van 1991 tot 1999 was zij als adjunct-secretaris actief als netwerker en ambassadeur voor de afdeling Gelderland van de Vereniging van Nederlandse Gemeenten.
De Boer was van 1994 tot de gemeentefusie van 1 januari 1999 met Lienden en Maurik lid van de gemeenteraad van Buren. Daarna was zij van 1 januari 1999 tot 2002 opnieuw lid van de gemeenteraad en wethouder van Buren. Van 2002 tot 2006 was zij wethouder en locoburgemeester van Buren.
Van 2006 tot 2011 studeerde De Boer grafische vormgeving aan de Akademie voor Kunst en Vormgeving St. Joost van de Avans Hogeschool. Van 2011 tot 2013 was zij als zelfstandig ondernemer actief als grafisch ontwerper en gespecialiseerd in communicatie door overheden via beeldtaal. Sinds 1 juli 2013 is zij burgemeester van Roerdalen.
De Boer is getrouwd en heeft twee zonen.